# Ablaye Mbengue
Ablaye Vieux M'bengue (sinh ngày 19 tháng 5 năm 1992) là một cầu thủ bóng đá người Sénégal. Anh chơi ở vị trí tiền đạo cho FC Akhmat Grozny.

## Sự nghiệp
Vào tháng 1 năm 2015, Mbengue thử việc với đội bóng ở TFF First League Adana Demirspor. Vào ngày 24 tháng 2 năm 2015, M'bengue ký hợp đồng với đội bóng tại Giải bóng đá ngoại hạng Nga FC Terek Grozny. M'bengue ra mắt chuyên nghiệp vào ngày 2 tháng 5 năm 2015 cho Terek Grozny trong trận đấu tại Giải bóng đá ngoại hạng Nga trước FC Rostov, vào sân với tư cách dự bị ngay trước khi hết hiệp một thay cho Aílton bị chấn thương. Khi trận đấu còn 7 phút, anh ghi bàn thắng duy nhất của trận đấu, giúp đội bóng có chiến thắng 1–0 trên sân khách. Trong trận đầu tiên đá chính vào ngày 11 tháng 5 năm 2015, anh ghi 2 bàn giúp Terek vượt qua FC Spartak Moscow với tỉ số 4–2.

## Thống kê sự nghiệp

### Câu lạc bộ
Tính đến trận đấu diễn ra ngày 13 tháng 5 năm 2018
| Câu lạc bộ          | Mùa giải            | Giải vô địch                | Giải vô địch | Giải vô địch | Cúp Quốc gia | Cúp Quốc gia | Châu lục | Châu lục  | Khác    | Khác      | Tổng cộng | Tổng cộng |
| Câu lạc bộ          | Mùa giải            | Hạng đấu                    | Số trận      | Bàn thắng    | Số trận      | Bàn thắng    | Số trận  | Bàn thắng | Số trận | Bàn thắng | Số trận   | Bàn thắng |
| ------------------- | ------------------- | --------------------------- | ------------ | ------------ | ------------ | ------------ | -------- | --------- | ------- | --------- | --------- | --------- |
| Terek/Akhmat Grozny | 2014–15             | Giải bóng đá ngoại hạng Nga | 5            | 4            | 0            | 0            | -        | -         | -       | -         | 5         | 4         |
| Terek/Akhmat Grozny | 2015–16             | Giải bóng đá ngoại hạng Nga | 21           | 3            | 1            | 0            | -        | -         | -       | -         | 22        | 3         |
| Terek/Akhmat Grozny | 2016–17             | Giải bóng đá ngoại hạng Nga | 22           | 7            | 1            | 0            | -        | -         | -       | -         | 23        | 7         |
| Terek/Akhmat Grozny | 2017–18             | Giải bóng đá ngoại hạng Nga | 17           | 2            | 1            | 0            | -        | -         | -       | -         | 18        | 2         |
| Terek/Akhmat Grozny | Tổng cộng           | Tổng cộng                   | 65           | 16           | 3            | 0            | -        | -         | -       | -         | 68        | 16        |
| Tổng cộng sự nghiệp | Tổng cộng sự nghiệp | Tổng cộng sự nghiệp         | 65           | 16           | 3            | 0            | -        | -         | -       | -         | 68        | 16        |

## Danh hiệu
- Vua phá lưới Gabon Vô địchnat National D1 2013-14: 15 bàn.